# Mappa (matematica)
Il termine mappa in matematica è spesso usato come sinonimo di funzione.
Quindi, per esempio, una mappa parziale è una funzione parziale e una mappa totale è una funzione totale. Termini correlati come dominio, codominio, funzione iniettiva, funzione continua, possono essere applicati sia a mappe che a funzioni con lo stesso significato.
In molti rami della matematica il termine mappa acquisisce un significato specifico come per esempio in topologia significa funzione continua, in algebra lineare significa trasformazione lineare, nella teoria delle categorie il termine è spesso usato come sinonimo di morfismo o freccia.
Alcuni autori come Serge Lang usano mappa come termine generico riferito all'associazione di un elemento dell'immagine con ogni elemento del dominio, mentre usano funzione solo per riferirsi a mappe nelle quali l'immagine è un campo.
Insiemi di mappe con proprietà speciali sono importanti in varie teorie come per esempio nel gruppo di permutazione e nel gruppo di Lie.
Nella logica formale viene talvolta usato con il significato di predicato funzionale, laddove una funzione è un modello tipo un predicato della teoria degli insiemi.
Nella teoria dei grafi una mappa è il disegno su una superficie di un grafo senza lati che si intersecano (un grafo planare).
Nella teoria dei sistemi dinamici una mappa è una funzione di evoluzione usata per creare sistemi dinamici discreti.